# Броер, Мордехай
Рав Мордехай Броер (ивр. מרדכי ברויאר‎; 14 мая 1921, Карлсруэ, Германия — 24 февраля 2007, Иерусалим) — выдающийся исследователь Танаха, один из ведущих в мире экспертов по его текстологии, лауреат Премии Израиля, создатель уникального подхода к пониманию смысла Танаха, называемого «Метод категорий» (Шитат ha-бхинот), являющегося религиозным ответом Библейской критике.

## Биография
Родился в немецком городе Карлсруэ в семье математика Шимона Броера. Потомок выдающегося раввина и комментатора Писания Шимшона Рафаэля Гирша, основателя направления в иудаизме, приветствующего сочетание участия в светской жизни и изучение Торы ивр. תורה עם דרך ארץ (Тора им Дерех Эрец)‎. Приходился племянником израильскому математику Абрахаму Френкелю по матери, а по отцу был племянником крупного деятеля еврейской ортодоксальной общины в Германии Ицхака Броера. Был двоюродным братом американки Урсулы Меркин (1919—2006), прославившейся своей благотворительностью.
В раннем детстве остался без матери. После прихода к власти нацистов вместе с отцом и мачехой Агатой (Гитой) Идель в 12-летнем возрасте эмигрировал из Германии в Палестину. Получил начальное образование в школе «Хорев», после чего поступил в иешиву «Коль Тора». Продолжал совершенствовать знания в иешиве «Хеврон». Закончил Еврейский Университет по истории, заключительная работа была по еврейскому астроному XVI века Давиду Гансу.
Стал преподавать в ешиве «Бней Акива» в Кфар ha-Роэ с 1947 года, а затем отправился шалиахом (ивр. שליח ‎ — посланником) в лагерь для еврейских переселенцев на Кипре. Во время арабо-израильской войны был инструктором звена, оборонявшего Бирию в организации «Бней Акива».
С 1949 года по 1965 год работал учителем в ешиве «аДаром», расположенной в Реховоте, где давал уроки «Шитат а-Бхинот», не акцентируя, что при разработке метода были использованы методы Библейской критики. В этот период началось его сотрудничество с главой ешивы «Aр Эцион», равом Йегудой Амиталем.
Защитил диссертацию в 1967 году по истории ешивы в Средние Века, был профессором в Бар-Иланском университете.
Занимал должность инспектора по предподаванию в Министерстве просвещения Устной Торы с 1966 по 1967 год, а затем, с 1967 по 1982 годы занимался преподаванием Танаха в Иерусалимском Женском Колледже (Михлелет Иерушалаим). В 1969 году начал давал уроки Танаха в ешиве «Aр Эцион». Был удостоен Премии Израиля в области религиозной литературы за 1999 год. Заслужил титул «Почётного доктора Еврейского университета».
Проживал в Байт ве-Гане, где преподавал Танах и Талмуда. Имел двух детей, один из них — Йоханан Броер, занимал должность Главы кафедры иврита в Еврейском Университете.

## Уточнение огласовок Танаха
В конце 1950-х годов рав Броер занялся уточнением текстологии распространенного издания Танаха выпущенного Меиром ha-леви Летресом в XIX веке. Он не счел удовлетворительной эту версию Писания, и поэтому занялся глубоким исследованием текста Танаха с целью подготовки нового издания, которое планировало выпустить в свет издательство «Мосад ha-Рав Кук» в рамках проекта «Даат Микра» .
Следует подчеркнуть, что разночтения в разных рукописях Танаха сводятся почти исключительно к различиям в огласовках и форме написания слов (полное или краткое), а сам текст всюду одинаков. Тем не менее, установление точного текста, максимально приближенного к утверждённому традицией Масоры, является важнейшим делом.
Рав Броер не принял мнение исследователей текста Танаха, считавших, что нет единой верной версии огласовки Танаха, утверждённого Масорой. Он провёл сравнение пяти различных рукописей Танаха, и, учитывая заметки Масоры, реконструировал версию огласовки Танаха, представляющийся наиболее достоверным. Оказалось, что полученная таким образом версия огласовки Танаха почти идентична тем, которые поддерживали ведущие еврейские авторитеты прошлых поколений. Рама, Ор Тора, Минхат Шай и другие.
Больше того, когда ему удалось сравнить реконструированный текст с версией «Кетер Арам Цова» (Кодекс Алеппо) — рукописью X века, текст которой считается на сегодня наиболее точным, — оказалось, что выверенный Броером текст почти полностью с ним совпадает. Таким образом, получило подтверждение предположение рава Броера, что существовала единая версия Масоры, а различия образовались впоследствии и объясняются ошибками переписчиков.
Текст Танах с огласовками под редакцией рава Броера публиковался начиная с семидесятых годов в изданиях «Даат Микра», а также и отдельным изданием.
Новое издание Танаха рава Броера было опубликовано в 1998 году, издании «Хорев». В 2001 году вышло ещё одно издание, основанное на тексте Броера в графическом стиле «Кетер Арам Цова». Еврейский университет основываясь на этом издании выпустил издание Танаха «Кетер Иерушалаим — Танах Еврейского Университета», чем дал академическое признание исследованию рава Броера. (כתר ירושלים, Keter Yerushalayim),\)

## «Подход категорий»
Подход категорий рава Броера является кардинальным изменением в отношении религиозного исследователя к «Библейской критике».
Библейская критика в девятнадцатом веке, указав на множество внутренних противоречий в Торе и Танахе, сделала на основании этого вывод, что Тора была составлена из нескольких независимых источников. Наличие противоречий между разными местами Торы было отмечено уже в Талмуде, но и Талмуд, и классические комментаторы предпочитали гармонизировать противоречия, — то есть искали подход, сглаживающий противоречия и делающий Танахический рассказ непротиворечивым.
Рав Броер, сформулировал другое отношение к противоречиям. В статье: «Простой смысл Писания — опасности и возможности» — он пишет:
Мы вынуждены заключить, что противоречия между первой и второй главами Торы невозможно разрешить — и они и не требуют разрешения, поскольку они выражают различные мировоззрения, которые противоречат друг другу в своей основе. И глубина противоречия между ними сродни противоречию между «Милосердием» и «Судом». И так же, как нет милосердия в суде и нет Откровения в Природном мире, — так нет и места Ган Эдену в мире, в котором мы существуем.
И, несмотря на это, описала Тора два мира один рядом с другим, — чтобы научить нас, что Бог соединяет милосердие с судом, что Он сотворил мир, в котором нет чистого суда, а всегда в суде есть доля милосердия.

И такую задачу выполняют в Торе две первые главы. Мир, построенный на принципах суда — подходит описанному в первой главе; мир, построенный на чистом милосердии — подходит описанному во второй главе, а вместе они описывают мир, в котором соединены милосердие с судом. Мир, в котором есть и Природа и Откровение. Это природа, в которой возможно откровение и откровение, которое не уничтожает природу. Это суд оставляющий место милосердию.
С этой точки зрения различные описания мира в Торе и Танахе, различные подходы, которые противоречат друг другу в человеческом понимании, — на самом деле существуют параллельно и вместе образуют Божественную реальность, которая не может быть воспринята человеком как единая, в силу человеческой ограниченности. Первая и вторая глава книги Бытия, в подходе р. Броера, создают базу для двух главных подходов к описанию мира в Танахе. Первое описание мира — это описание мира как мира естественного, подчиняющегося естественным законам, второе описание, это описание мира откровения, мира контакта с Богом.
Свой метод рав Броер сформулировал в первый раз в 1960 году статье «Вера и наука в комментариях Писания» в журнале «Деот».
Подход р. Броера принципиально отличается от подходов других еврейских мыслителей Нового времени, пытавшихся ответить на вызов «Библейской критике» — в частности, от «опровержения» выводов Библейской критики (р. Д.-Ц. Xоффманн), от отрицания какого бы то ни было «еврейского содержания» в методах и проблематике Библейской критики (позиция, последовательно отстаиваемая р. Ш.-Р. Гиршем и др. И. Броером], а в смягченной форме — р. Й.-Д. Соловейчиком и Дж. Кугелем), и от адаптации Библейской критики для целей исторического анализа текста Танаха (У. Кассуто, Й. Койфман, р. Дж. Милгром, И. Кноль).
Среди ключевых особенностей подхода р. Броера можно выделить следующие:
- Стремление «раскрыть святость», заключённую в концепциях и методологии Библейской критики (в соответствви с принципом ивр. קידוש החול‎, провозглашенным А.-И. Куком).
- Активное использование Библейской критики для разбора положений Устной Торы, явно противоречащих «простому смыслу» Письменной Торы.
- Индифферентность к историческому анализу текста Танаха.
- Последовательный «кантианский» взгляд — признание принципиальной невозможности доказать (или опровергнуть) Божественное происхождение текста Торы с помощью рациональной аргументации.
- Отстаивание буквального понимания принципа «Тора дана с Небес» ивр. תורה מן השמים‎, и отрицание любых гипотез, датирующих написание отдельных фрагментов Торы после смерти Моше.
- Критическое отношение к декларациям о поиске «простого смысла» Торы (ивр. פשוטו של מקרא‎).
- Подчёркивание эзотерического аспекта (ивр. נסתר‎, Каббала) в толковании Библейского текста.

В целом, Броер связывает «источники» Документальной гипотезы с основополагающими аспектами («категориями») Божественного проявления — «источник E» с «Царством», «Судом» и «Женским Ликом»; «источник J» — с «Милосердием» и «Малым Ликом»; «источник D» — с «Мудростью», «Разумом», «Ликом Отца» и «Ликом Матери»; «источник P» — с «Венцом», «Долготерпеливым Ликом» и «Ликом Ветхого Днями».
Сам Броер неоднократно указывал на своих предшественников в разработке «подхода категорий» — прежде всего, «Шаагат Арье» и Ф. Розенцвейга. При этом он подчёркивал уникальность и новизну своих собственных открытий.
При жизни рава Броера его подход был воспринят как чересчур радикальный и не получил широкого распространения. В последние годы жизни р. Броера его подход подвергался значительной критике. Так, представители различных течений религиозного сионизма (р. Ц.-И. Тау, р. М. Лихтенштейн) указывали на то, что р. Броер обращается к «нечистым и недостоверным» источникам знания (то есть, к Библейской критике), ради собственных теорий пренебрегает традиционными еврейскими комментариями, привносит излишний элемент «внутреннего конфликта» в Библейский текст даже там, где можно обойтись без этого. Отдельные ученики рава Броера (напр. р. Й. Бин-Нун) указывали на неоправданное привлечение каббалистической символики и методологические погрешности, характерные для «подхода категорий». С другой стороны, И. Кноль обвинил Броера в недостаточной последовательности. Вместе с тем, в настоящее время подход рава Броера все более распространяется и получает развитие в работах его многочисленных учеников.

## Премии
- В 1984 Броеру была присуждена Премия Бялика за вклад в еврейскую мысль[16].
- В 1999 Броеру была присуждена Премия Израиля по раввинистической литературы за исследование текста и огласовок Танаха[17][18].

## Статьи Броера в интернете

### Версии текста Танаха
- מקראות שיש להם הכרע.
- אמונה ומדע בנוסח המקרא. Архивировано 9 июня 2011 года., באתר «דעת»

### Подход категорий
- אמונה ומדע בפרשנות המקרא — מאמר ראשון. Архивировано 9 июня 2011 года., מאמר שני. Архивировано 9 июня 2011 года., «דעות» תש"ך
- תורת התעודות של בעל שאגת אריה, מגדים ב'[19]
- על ביקורת המקרא. Архивировано 21 июля 2011 года., מגדים ל'
- בין אמונה לביקורת. Архивировано 9 июня 2011 года., מגדים ל"ג

### Комментарии Торы и Галаха
- עקידת יצחק ובחירת ירושלים. Архивировано 16 ноября 2011 года., באתר «דעת»
- עירוב תבשילין. Архивировано 4 ноября 2011 года., סיני צ-צא תשמ"ד
- סדר הקרבת מוסף של יום הכיפורים. Архивировано 17 ноября 2011 года., סיני קח, תשנ"א
- פירוש רבי שמשון רפאל הירש לתורה. Архивировано 16 ноября 2011 года., מחניים 4 ב' תשנ"ג

## Работы рава Броера по истории
- ивр. תורה עם דרך ארץ של רבי שמשון רפאל הירש‎ (The «Torah-im-derekh-eretz» of Samson Raphael Hirsch) (Jerusalem, New York, Feldheim, 1970)
- ивр. אוהלי תורה‎ (Oholei Torah: The Yeshiva, Its Structure and History) (Merkaz Zalman Shazar 2003)
- Mordechai Breuer, translated by Elizabeth Petuchowski. Modernity Within Tradition: The Social History of Orthodox Jewry in Imperial Germany = Judische Orthodoxie im Deutschen Reich, 1871-1918: Sozialgeschichte einer religiosen Minderheit. — Columbia Univ Pr, 1992. — 534 с.